# خايمي مورينو (لاعب كرة قدم)
خايمي مورينو (بالإسبانية: Jaime Moreno Ciorciari)‏ هو لاعب كرة قدم فنزويلي في مركز الهجوم، ولد في 30 مارس 1995 في بويرتو لا كروز في فنزويلا. شارك مع منتخب فنزويلا تحت 17 سنة لكرة القدم ومنتخب فنزويلا تحت 20 سنة لكرة القدم. أما مع النوادي، فقد لعب مع أيل ليماسول.

## وصلات خارجية
- خايمي مورينو على موقع قاعدة بيانات كرة القدم.إي يو (الإنجليزية)
- خايمي مورينو على موقع ناشيونال فوتبول تيمز (الإنجليزية)
- خايمي مورينو على موقع Soccerway.com (الإنجليزية)
- خايمي مورينو على موقع AS.com (الإسبانية)